# Азмарі

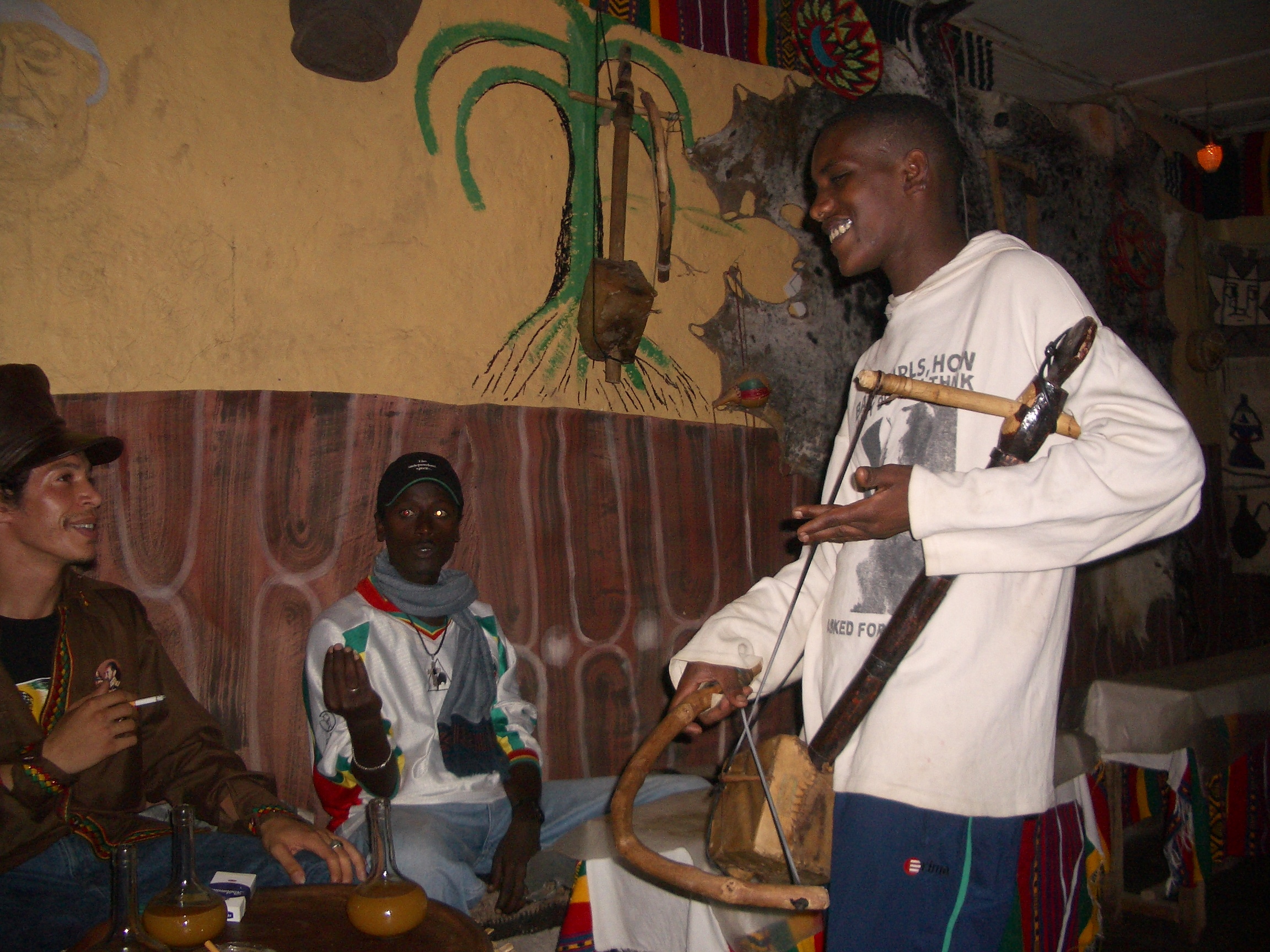
Азмарі, Лалібела, пн. Ефіопія

Азмарі́ — професійні, переважно мандруючі, співці-оповідачі та музиканти Ефіопії.
Нерідко азмарі виступали при дворі феодалів, а також на різноманітних народних святах. Більшість з них володіли мистецтвом традиційного ефіопського віршоскладання. На основі певних мелодійних моделей вони складали пісні історичного, лірично-філософського змісту. Азмарі — переважно чоловіки, виступали соло або дуетом, акомпонуючи собі на однострунному смичковому інструменті — месенко або ж на 6-струнному щипковому — кираре; використовувалась також пастухова свірель — уашинт.
У співі переважає висока тесітура, характерний різкий та напружений тембр голосу. Строфи пісень обкладаються інструментальними епізодами — віртуозним, багато орнаментованими виступами та інтермедіями. В сучасній Ефіопії найкращі азмарі беруть участь в ансамблях національної музики, виступають на телебаченні та радіо.